# خوان خوزه نوگوس
خوان خوزه نوگوس (انگلیسی: Juan José Nogués; ۲۸ مارس ۱۹۰۹ – ۲ ژوئیهٔ ۱۹۹۸) بازیکن فوتبال اهل اسپانیا بود.
از باشگاه‌هایی که در آن بازی کرده‌است می‌توان به باشگاه فوتبال رئال ساراگوسا، باشگاه فوتبال بارسلونا، و باشگاه فوتبال بارسلونا، و باشگاه فوتبال رئال ساراگوسا اشاره کرد.
وی همچنین در تیم‌های ملی فوتبال کاتالونیا و اسپانیا بازی کرده‌است.